# عثمان شيخ الدين
عثمان شيخ الدين هو الأمير عثمان ابن الخليفة عبد الله التعايشي، خليفة المهدي زعيم الثورة المهدية في السودان وكان قائدا للملازمين قبل وقوعه اسيراً في معركة كرري ونفيه إلى مصر حيث توفي هناك في عام 1900.

## الميلاد والتنشئة
ولد الأمير عثمان شيخ الدين عام 1880 وهو الابن الأكبر للخليفة من زوجته الأولى زهرة التعايشية

يعتبر من ناحية الذهنية الفكرية والعقائدية وكأنه يمثل جيل ثاني لقيادة المهدية. فقد كان أكثرهم نضجاً في أحكامه وكان اسلوبه أكثر تميزاً وآراءه منطقية ومعقولة وكان أكثر ثقافة من أمراء ومجالس ومستشارو والده وابعد نظر خاصة فيما يتعلق بسياسة الدولة. فقد عارض فكرة الهجوم الليلي في معركة كرري وقال: لسنا فئران أو ثعالب نكمن نهارا ونخرج ليلاَ. كما كان يفضل التفاوض مع العدو للوصول إلى تسوية تجنب الدولة مواجهة مدمرة معهويروي يوسف ميخائيل قصة سفير الإمبراطور الحبشي منليك إلى الخليفة الذي سلمه راية فرنساوية مع توصية برفعها في حدود بلاده الشمالية عند وادي حلفا لتحول دون تقدم الإنجليز لاحتلال السودان لأن رفع الراية يعني إن السودان تحت الحماية الفرنسية ولا يستطيع الإنجليز احتلاله. ورغم استلام الخليفة الراية إلا أنه تردد كثيراً في استخدامها خشية أن يكون للفرنسيين موطأ قدم لهم في السودان ويقاسمونه المُلك أو ينزعونه منه، إلا أن الأمير شيخ الدين آثر استخدام الراية وحاول اقناع والده وقال له أن «لدى الإنجليز ثأرا كبيراً ضدك بسبب مقتل غوردون وهيكس وغيرهما. الأحسن أن توافق على رفع الراية الفرنساوية في الحدود (..) إنك لا تحارب دولة واحدة بل انك تحارب عدة دول (..) ولا توجد دولة أو مملكة لا يوجد بها نصارى.» استخف الخليفة فيما يبدو برأي ابنه وقال له لنأخذ رأي الأبهات (شيوخ وزعماء البقارة) فقال له شيخ الدين متهكماً: « يا والدي هؤلاء ليس لديهم أية افكار ولا يعرفون شيء غير الأكل والشرب.» ألم تر عندما سألتهم لم يحدثوك إلا عن سفاسف الأمور. 

## دوره في المهدية
إلى جانب قيادته لجنود الملازمين والجهادية السود كان عثمان يقدم النصح لوالده في كثير من أمور الدولة بصورة غير رسمية ولذلك فقد كانت أدواره وأهميته تتعاظم تدريجياً في وجه دور عمه الأمير يعقوب محمد جراب الرأي الذي كان بمثابة الرجل الثاني في الدولة وموضع ثقة الخليفة ومستشاره الأول وكان قائد الراية الزرقاء أهم الفرق العسكرية للدولة المهدية والتي تتكون في معظمها من أبناء قبائل البقارة التي ينتمي إليها الخليفة. كما كان يشرف على بيت المال وعلى التواصل مع لعمالات والأمراء المرابطين على الحدود والشؤون العامة للدولة وكان هو عين وأذن الخليفة. وكان شيخ الدين متزوجاُ بابنة الأمير يعقوب وكثيراً ما كانوا يختلفون خاصة في الأمور العائلية بسبب شكوى زوجته لأبيها نتيجة غيرتها الكثيرة عليه.

## معركة كرري
رغم صغر سنه كان الأمير عثمان شيخ الدين واحدا من أهم القادة في معركة كرري لأنه كان يقود جنوداً نظاميين ومسلحين بالأسلحة النارية وكان عدد قواته حوالي 28 ألف جندي يسانده الأمير عثمان أزرق بقوة يزيد عدد أفرادها عن 8 ألف جندي، لكنه ارتكب خطأ فادحا في المعركة عندما خالف تعليمات والده الخليفة وترك موقعه وانساق وراء تمويه القوات المصرية الراكبة فرقة الخيالة وفرقة الجمال واتجه نحوها يطاردها مبتعداَ عن أرض المعركة بعشرة أميال (حوالي 16 كيلومتر) دون أن يلحق بها حيث تمكنت من التملص منه في الصحراء وعادت إلى أرض المعركة وبدلاُ من أن يسرع لملء الفراغ الذي تركه وراءه سمح لجنوده بالأستراحة وعندما عاد إلى أرض المعركة وجد الإنجليز في انتظاره بعد أن أبادوا قوات الراية الزرقاء التي فقدت الغطاء الناري وكانت تحارب بالأسلحة البيضاء في وجه المدافع. وبهذا تسبب تهور شيخ الدين في تدمير خطة الخليفة، وبالتالي الهزيمة في معركة كرري.

## موته
وبعد واقعة كرري اتجه مع والده إلى أم دبيكرات وفي الطريق التقوا بونجت باشا في 4 نوفمبر / تشرين الثاني 1899 ودار بينهم قتال أصيب فيه شيخ الدين بجراح مميتة توفي على اثرها في عام1900م في سجن رشيد بدلتا مصر الذي نقل إليه مباشرة بعدما تم أسره مع قادة أخرين من قادة الدولة المهدية. 